# 多重人格 (映画)
『多重人格』（たじゅうじんかく、Separate Lives）は、1995年のアメリカ合衆国のサスペンス・スリラー映画。ジェームズ・ベルーシ、リンダ・ハミルトン、ヴェラ・マイルズ出演。また本作は、2015年時点でマイルズの最後の出演作品となっている。
日本では、タイトルを『多重人格/昼の私、夜のアタシ』としてWOWOWで放送された。

## ストーリー
マリブで行われていた慈善パーティーの最中、精神科医であるローレン・ポーターの両親が死亡した事件について彼女の友人でベテラン医師のルース・ゴールディンから調査を頼まれていたジェーン・ワイズが射殺される。
妻を亡くしたことに責任を感じて刑事を辞職し、学生として心理学を学び始めたトム・ベックウィスは、ローレンの講義に出席して実際の治療風景を観察する。そのとき突然双極性障害の患者ダーリーンがローレンに危害を加えようとして暴れ出すも、ローレンの冷静な対処によってダーリーンは落ち着きを取り戻し事なきを得る。翌朝、自宅にいたローレンはルースから電話でジェーンの死を伝えられ、動揺しながらもルースと近いうちに会って話すことを約束する。その頃、精神的に不安定だった妻が自殺してから男手一つで娘のロニーを育てているトムは、彼女と軽く雑談して一緒に家を出る。講義でローレンから昨日の治療についての解説を聞いたあと、トムは返却された自分の答案にAの評価とともにオフィスへ呼び出す彼女からのメッセージが書かれているのを確認する。オフィスを訪れたトムはローレンに元刑事であることについて尋ねられ、殺人課の刑事だったと答える。答えを聞いた彼女からある人物の素行調査を頼まれ、トムが調査対象は誰なのか問いかけると、ローレンは彼女自身を調べて欲しいと話す。どういうことか分からないトムはローレンに理由を詳しく聞くと、寝る前に意識が喪失し朝になって目がさめると違う服に着替えて違う部屋にいることが度々あり、ときには手に血が付いていることもあると悩まされている症状について告白される。頼みを受けるか迷うトムにローレンは3日間の夜だけでいいと話し、了承した彼は夜の彼女が何をしているのか尾行を始める。
家の前に張り込んでいたトムは、タクシーで街へ繰り出すローレンを車で追いかける。すると彼女は別人のような格好に着替え、若者ばかりのナイトクラブに入っていった。若者に紛れてクラブに入ったトムは気付かれないようケノ・サイクスという若い男と待ち合わせて一緒に踊るローレンの様子を観察し、トイレに行き1人になった彼女と話をしようとするが彼のことを知らない様子で煙たがられる。そこにケノが来て彼女をリーナと呼び、トムが彼女に手を出そうとしたと勘違いされてボコボコにされる。次の日、講義後にそのことを報告すると彼女は何も覚えておらず、トムは専門家に相談したほうがいいと言って手を引こうとする。しかし彼女から、知人のジェーンが何者かに殺される事件について聞かされ、ローレンはその犯人が自分ではないかと思っているという。彼女はその証拠として犯行に使われたものと同じ銃とパーティーへの招待状を提示し、トムに多重人格のことを知っているか問う。そしてローレンは、彼女の実の母は20年前に義理の父を射殺して自殺したと言い、その記憶を消そうとしたため別の人格が形成されたと話す。トムから多重人格の専門家に話を聞いてもらうべきだと言われたローレンは、ルースの元を訪れ昔の記憶を辿る。調査を続けることにしたトムはロニーのシッターを雇って家を空け、車の中でロニーへの電話や心理学の予習をやりながらローレンの観察をしていると、彼女から実父でハイディと再婚した画家のロバート・ポーターの新しい息子が1歳になるのを記念するパーティーに誘われる。遠慮するトムだが、ローレンは別れた元夫のチャールズ・ダフィが男友達が1人もいないと自分を馬鹿にすると言い、トムはさらに懇願してくる彼女に折れてパーティーへの参加を決める。

## キャスト
※括弧内は日本語吹替
- トム・ベックウィス - ジェームズ・ベルーシ（江原正士）
- ローレン・ポーター/リーナ - リンダ・ハミルトン（幸田直子）
- ルース・ゴールディン - ヴェラ・マイルズ（松乃薫）
- ロニー・ベックウィス - エリザベス・モス（藤枝成子）
- ロバート・ポーター - ドリュー・スナイダー（ポルトガル語版）（大木民夫）
- ケノ・サイクス - マーク・リンゼイ・チャップマン（成田剣）
- ジョー・ギャロ刑事 - マーク・ポペル（村田則男）
- ディー・ハリス - エリザベス・アーレン（金沢映子）
- チャールズ・ダフィ - ジョシュ・テイラー（英語版）（秋元羊介）
- ボイル刑事 - ケン・カーマン（辻つとむ）
- ミラー刑事 - マイケル・ウォーリー（英語版）（伊藤和晃）
- ダーリーン - ジャッキー・ディバティン（鈴鹿千春）
- ランドール - ジョシュア・マリーナ（伊藤和晃）
- ハイディ・ポーター - リサ・ヴァンダーパンプ（英語版）（鈴鹿千春）
- デヴィッド・ミルズ - クレイグ・ステップ（秋元羊介）
- マーガレット・ポーター＝ミルズ - リサ・チェス（英語版）（松乃薫）
- 幼少期のローレン - エイラ・マクスウェル
- ジェーン・ワイズ - パット・デラニー（金沢映子）
- ポール - ジョセフ・ガリソン（村田則男）
- カール - トム・モーガ
- ジプ - ジョン・ルバノ（大黒和広）
- 守衛 - レイ・クォーターマス（伊藤栄次）
- 赤毛の女性 - ビヴァリー・カスタルド（松下亜紀）

## スタッフ
- 監督：デヴィッド・マッデン
- 脚本：スティーヴン・プレスフィールド（英語版）
- 製作：マーク・アミン（英語版）、ダイアン・ナバトフ、ガイ・リーデル
- 製作総指揮：ロバート・W・コート、テッド・フィールド
- 撮影監督：キース・ヴァン・オーストロム
- プロダクションデザイナー：バーント・アマデウス・キャプラ
- 編集：ジャニス・ハンプトン
- 音楽：ウィリアム・オルヴィス
- 衣裳デザイン：ジャクリーン・G・アーサー

日本語版スタッフ
- 吹替翻訳：武満眞樹
- 吹替演出：松川陸
- 吹替調整：新井保雄
- 吹替製作：プロセンスタジオ